# Tysk-österrikiska backhopparveckan 1989/1990
Tysk-österrikiska backhopparveckan 1989/1990 ingick i backhoppningsvärldscupen 1989/1990. 
Man hoppade i Oberstdorf den 28 december 1989, den 1 januari 1990 hoppade man i Garmisch-Partenkirchen och den 4 januari 1990 hoppade man i Innsbruck. Sista deltävlingen i Bischofshofen hoppades den 6 januari 1990.

## Oberstdorf
- Datum: 28 december 1989
- Land:  Västtyskland
- Backe: Schattenbergschanze

| Placering | Hoppare              | Land            | Poäng |
| --------- | -------------------- | --------------- | ----- |
| 01        | Dieter Thoma         | Västtyskland    | 215,0 |
| 02        | Josef Heumann        | Västtyskland    | 210,0 |
| 03        | Jens Weissflog       | Östtyskland     | 208,0 |
| 04        | Risto Laakkonen      | Finland         | 205,5 |
| 05        | Ari-Pekka Nikkola    | Finland         | 203,5 |
| 06        | František Jež        | Tjeckoslovakien | 200,5 |
| 07        | Matti Nykänen        | Finland         | 199,5 |
| 08        | Franz Neuländtner    | Österrike       | 199,0 |
| 09        | Rune Olijnyk         | Norge           | 198,5 |
| 010       | Ole Gunnar Fidjestøl | Norge           | 197,0 |

## Garmisch-Partenkirchen
- Datum: 1 januari 1990
- Land:  Västtyskland
- Backe: Große Olympiaschanze

| Placering | Hoppare           | Land            | Poäng |
| --------- | ----------------- | --------------- | ----- |
| 01        | Jens Weissflog    | Östtyskland     | 220,5 |
| 02        | Risto Laakkonen   | Finland         | 219,0 |
| 03        | František Jež     | Tjeckoslovakien | 218,5 |
| 04        | Matti Nykänen     | Finland         | 218,0 |
| 05        | Dieter Thoma      | Västtyskland    | 216,0 |
| 06        | Ernst Vettori     | Österrike       | 215,5 |
| 06        | Heinz Kuttin      | Österrike       | 215,5 |
| 08        | Ari-Pekka Nikkola | Finland         | 214,5 |
| 08        | Rune Olijnyk      | Norge           | 214,5 |
| 010       | Pavel Ploc        | Tjeckoslovakien | 214,0 |

## Innsbruck
- Datum: 4 januari 1990
- Land:  Österrike
- Backe: Bergiselschanze

| Placering | Hoppare           | Land            | Poäng |
| --------- | ----------------- | --------------- | ----- |
| 01        | Ari-Pekka Nikkola | Finland         | 227,0 |
| 02        | Jens Weissflog    | Östtyskland     | 226,5 |
| 03        | Ernst Vettori     | Österrike       | 222,0 |
| 04        | Josef Heumann     | Västtyskland    | 221,5 |
| 05        | Risto Laakkonen   | Västtyskland    | 220,0 |
| 06        | Dieter Thoma      | Västtyskland    | 217,5 |
| 07        | Virginio Lunardi  | Italien         | 216,5 |
| 08        | Werner Haim       | Österrike       | 216,0 |
| 09        | Andreas Felder    | Österrike       | 215,5 |
| 010       | František Jež     | Tjeckoslovakien | 215,0 |

## Bischofshofen
- Datum: 6 januari 1990
- Land:  Österrike
- Backe: Paul-Ausserleitner-Schanze

| Placering | Hoppare              | Land            | Poäng |
| --------- | -------------------- | --------------- | ----- |
| 01        | František Jež        | Tjeckoslovakien | 227,0 |
| 02        | Dieter Thoma         | Västtyskland    | 222,0 |
| 03        | Ole Gunnar Fidjestøl | Norge           | 218,0 |
| 04        | Ernst Vettori        | Österrike       | 217,0 |
| 05        | Werner Haim          | Österrike       | 216,5 |
| 06        | Vegard Opaas         | Norge           | 212,0 |
| 07        | Rune Olijnyk         | Norge           | 211,5 |
| 08        | Miran Tepeš          | Tjeckoslovakien | 205,0 |
| 09        | Ari-Pekka Nikkola    | Finland         | 203,0 |
| 010       | Alexander Pointner   | Österrike       | 202,5 |

## Slutställning
| Placering | Hoppare           | Land            | Poäng |
| --------- | ----------------- | --------------- | ----- |
| 01        | Dieter Thoma      | Västtyskland    | 870,5 |
| 02        | František Jež     | Tjeckoslovakien | 861,0 |
| 03        | Jens Weissflog    | Östtyskland     | 855,0 |
| 04        | Ernst Vettori     | Österrike       | 851,5 |
| 05        | Ari-Pekka Nikkola | Finland         | 848,0 |
| 06        | Risto Laakkonen   | Finland         | 844,0 |
| 07        | Josef Heumann     | Västtyskland    | 835,5 |
| 08        | Rune Olijnyk      | Norge           | 823,5 |
| 09        | Werner Haim       | Österrike       | 820,5 |
| 010       | Heinz Kuttin      | Österrike       | 811,0 |